# Valvrave the Liberator
Valvrave the Liberator (革命機ヴァルヴレイヴ, Kakumeiki Varuvureivu, litt. Valvrave le Libérateur) est une série d'animation japonaise de mecha produite par le studio Sunrise et diffusée entre le 12 avril et le 28 juin 2013. Une seconde saison a été diffusée entre le 10 octobre et le 26 décembre 2013. La série est licenciée par Wakanim pour les pays francophones.
La série se déroule à une époque futuriste dans lequel trois fractions de l'humanité sont en guerre. L'histoire se concentre sur Haruto Tokishima, un étudiant de l'école secondaire de la faction de JIOR qui pilote un mecha appelé le Valvrave, l'une des technologies très avancées, pour arrêter les forces Dorssian.
La série a également été adaptée en mangas et light novel.

## Synopsis

Carte politique de la Terre dans Valvrave.

L'histoire se déroule à une date future indéterminée, dénommé le 71e année de la Vraie Era (真暦, Shinreki). 70 % des êtres humains ont migré depuis la Terre vers d'autres planètes du système solaire et une sphère de Dyson, construit autour du Soleil. Le monde est divisé entre deux factions, l'un est appelé la Fédération militaire du Pacte Dorssia (ドルシア軍事盟約連邦, Dorushia Gunji Meiyaku Renpō) et l'autre États-Unis de l'Anneau Atlantique (環大西洋合衆国, Kan Taiseiyō Gasshūkoku, Atlantic Ring United States (ARUS)), et une nation neutre appelé JIOR qui a prospéré économiquement. Dans la même année, la sphère de Dyson, construit par JIOR, est envahie par les forces militaires Dorssian.
Haruto Tokishima, un étudiant du lycée Sakimori vit sur le « Module 77 » de la sphère, découvre un mecha mystérieux et puissant appelé Valvrave (ヴァルヴレイヴ, Varuvureivu) et l'utilise pour défendre le module d'une invasion Dorssian qui prend en charge le reste de JIOR. Une fois qu'ils apprennent que Dorssia et ARUS ont l'intention de réclamer le Valvrave pour eux-mêmes, sans se soucier de leur vie, les étudiants de l'école Sakimori déclarent le Module 77 un État indépendant et abandonnent le territoire de JIOR. Peu de temps après, plusieurs autres Valvraves ont été trouvés à l'intérieur de l'école et certains d'entre eux sont réclamés par d'autres étudiants qui se joignent à la lutte protéger leur module. Une fois que Haruto est sollicité par L-elf Karlstein, un espion Dorssian qui prétend avoir l'intention de déclencher  une révolution dans son propre pays, ils unissent leurs forces dans une alliance improbable de garantir la souveraineté de leur nouvelle nation.

## Personnages

### Personnages principaux
Haruto Tokishima (時縞 ハルト, Tokishima Haruto)
Seiyū: Ryōta Ōsaka
Pilote: RM-011 Valvrave 1/VVV-I "Hito"
Personnage principal de la série, Haruto est un étudiant qui essaye toujours d’éviter les conflits en affirmant que le combat n'est pas la meilleure façon de régler les problèmes. Il est donc affiché comme une personne extrêmement généreuse. Mais pendant l'invasion des Dorssian dans le Module 77, Haruto qui pensait que son amie Shoko a été tué par une attaque d’un robot Dorssian, souhaite se venger en utilisant la mystérieuse arme humanoïde appelé le Valvrave. Une fois à bord du Valvrave One (codé comme VVVI), une question se présente devant lui par un avatar dans la console du cockpit lui demandant de "renoncer à son humanité", et Haruto ne parvient à faire bouger l'étrange robot qu'en confirmant la question, étant ensuite injecté avec une sorte de substance. Cette substance permet non seulement lui permettait de contrôler le robot, mais lui donne des capacités régénératrices spéciaux qui lui permettent de survivre à des blessures pouvant être mortelles pour les humains ordinaires, ainsi que la possibilité de transférer sa conscience dans le corps d'une autre personne, en mordant la peau  d'une personne, laissant son corps gisant inconscient jusqu'à ce qu'il revienne à elle. Après avoir appris que Shoko a survécu, il décide de déclarer ses sentiments pour elle, mais choisit de ne pas lui dire , estimant qu'il n'est plus digne d'être avec elle car son corps n'est plus humain. Il lui arrive de temps en temps d'avoir d'entrer dans un état animal, c'est-à-dire son instinct bestial de mordre les personnes qui lui entoure. Il se sent comme alors maudit par le Valvrave. Vers la fin de l'épisode 10, Haruto qui n'arrivant plus à contenir son instinct bestial, se déchaîne sur la personne la proche qui est Rukino Saki cet instinct bestial fini par des rapports sexuels avec cette dernière. À la fin de l'épisode 11, il demande à Saki si elle voulait bien se marier avec lui après la bataille.
L-elf Karlstein (エルエルフ・カルルスタイン, Eruerufu Karurusutain)
Seiyū: Ryōhei Kimura
Un agent secret de l'armée Dorssian. Il est un excellent stratège et sa capacité innée à calculer possibilités a été référencé pour être presque prophétique dans la nature. Son nom signifie L11 en allemand. L-elf est connu par ARUS comme le "One Man Army" pour avoir tué près de 5 000 soldats à lui tout seul. Il porte toujours sur lui une photo de la princesse Dorssian Liselotte qui lui avait sauvé la vie quand il était plus jeune, et tient vraiment à elle, son corps pleure visiblement par réflexe quand Haruto avait possédé son corps lorsqu'il a vu la photo. Il est considéré comme un traître par Dorssia en raison des actions que Haruto a commis lorsqu'il a pris le contrôle de son corps, et il est effectivement échoué sur le Module 77. Tout en affirmant qu'il avait l'intention de provoquer une révolution dans Dorssia, il tente de convaincre Haruto devenir son allié. Tout en explorant les profondeurs de le Module 77, il découvre les autres mechas Valvrave, et conduit secrètement Saki et Haruto vers eux, alors qu'ils explorent également le Module 77. Ce faisant, il a calculé que Saki chercherait à tenter de piloter l'un des Valvraves, c'est ce qu'elle a fait. Voyant qu'elle reste indemne et réussi à avec succès à démarrer le Valvrave, il est le premier à conclure que le laboratoire secret sous le lycée Sakimori n'était pas là par hasard, mais, en raison des étudiants qui remplissent certaines exigences afin de piloter les Valvraves.
Shōko Sashinami (指南 ショーコ, Sashinami Shōko)
Seiyū: Asami Seto
Fille du premier ministre du JIOR, elle est l'amie d'enfance et amoureux de Haruto. Elle est extrêmement fidèle à ses amis et a bon cœur. Elle semble avoir des sentiments pour Haruto, mais au moment où Haruto confesse à elle ils sont interrompus par l'invasion des Dorssian, et sa mort présumée était la raison à Haruto de piloter le Valvrave pour se venger. Avec le reste du pays sous le contrôle de Dorssia et après la trahison de ARUS, elle convainc les autres étudiants à établir le module du lycée Sakimori comme un État indépendant appelé New JIOR, en utilisant le Valvrave comme moyen de pression contre les deux factions. Elle fut nommée premier ministre du Module 77 à la fin de l'épisode 10 et à la fin de l'épisode 11, elle voit son père, qui s'est fait capturer et jugé par les Dorsian, mourir devant ces yeux par l’attaque de Haruto dont lui il n'était pas au courant que son père était dans l'un des vaisseaux Dorssian.
Saki Rukino (流木野 サキ, Rukino Saki)Seiyū: Haruka Tomatsu
Pilote: RM-047 Valvrave 4/VVV-IV "Hinowa"
Une idole populaire qui a grandi à l'écart en raison de sa carrière est en suspens, en raison de son caractère froid et qu'elle déteste traiter avec d'autres personnes. Il semble laisser entendre qu'elle pourrait avoir des sentiments romantiques pour Haruto. Elle est l'une des rares personnes qui connaissent le pouvoir de Haruto. Elle et Haruto découvrir les autres modèles Valvrave cachés dans le module 77. Haruto voulant garder le secret de l'existence des autres modèles Valvrave car il ne veut pas que d'autre personne devienne comme lui, être un monstre, Saki accepte mais veut en échange elle embrasse Haruto par surprise Saki entre dans le cockpit et devient le pilote de Valvrave Quatre (codé VVVIV), à laquelle elle nomme "Carmilla", ainsi que l'injection de la même substance que Haruto gagnant ainsi des mêmes pouvoirs que lui. Au début de l'épisode 7, on voit Saki se battre contre un ennemi inconnu dans son Valvrave et qu'elle a vaincu l'ennemi sans difficulté puis elle regarde une vieille montre de poche et parle de tenir une promesse envers la personne, cette scène se passe 200 ans dans le futur. Vers la fin de l'épisode 10, elle a eu des rapports sexuels avec Haruto quand il n'arrivait plus à contenir son instinct bestial. À la fin de l'épisode 11, Haruto la demande en mariage, à sa grande surprise. Au débit de la dernière épisode de la saison 1 en l’an 211 du troisième empire galactique, on voit Saki en train d'enseigner à un jeune garçon qui ressemble énormément à L-elf et on aperçoit au niveau de la cuisse une marque identique à Cain.
Akira Renbokoji (連 坊 小路 ア キ ラ, Renbōkoji Akira)
Pilote : RM-069 Valvrave6/VVV-VI "Hiasobi"
Akira est un hacker timide mais qualifiée qui exploite plusieurs ordinateurs cachés par des boîtes en carton dans une zone cachée dans l'académie et est essentiellement un hikikomori. Dans le passé, elle a été victime d'intimidation en milieu scolaire après avoir été attrapé le piratage des systèmes informatiques pour la prestigieuse académie que son frère, Satomi a passé l'examen d'entrée pour qu'il puisse être admis. Cela a conduit à son mode de vie actuel et craignant le monde extérieur. Elle est celle qui publie la vidéo de Haruto initialement pilotage du Valvrave sur le réseau câblé. Après avoir surmonté ses peurs et d'embrasser sa nouvelle amitié avec Shoko, elle devient le pilote de l'unité 6. Dans l'épilogue, on la voit parler au prince et Saki. Elle est doublée par Aoi Yūki en japonais.

### Lycée Sakimori
Kyuma Inuzuka (犬塚 キューマ, Inuzuka Kyūma)
Seiyū: Yūki Ono
Pilote: RM-056 Valvrave 5/VVV-V "Hiuchiba"
Aina Sakurai (櫻井 アイナ, Sakurai Aina)
Seiyū: Ai Kayano
Marie Nobi (野火 マリエ, Nobi Marie)
Seiyū: Misato Fukuen
Yusuke Otamaya (霊屋 ユウスケ, Otamaya Yūsuke)
Seiyū: Hiroyuki Yoshino
Raizo Yamada (山田 ライゾウ, Yamada Raizō)
Seiyū: Yūichi Nakamura
Pilote: RM-031 Valvrave 3/VVV-III "Hikaminari"
Satomi Renbokoji (連坊小路 サトミ, Renbōkoji Satomi)
Seiyū: Daisuke Namikawa
Takahi Ninomiya (二宮 タカヒ, Ninomiya Takahi)
Seiyū: Minako Kotobuki
Akira Renbokoji (連坊小路 アキラ, Renbōkoji Akira)
Seiyū: Aoi Yūki
Takumi Kibukawa (貴生川 タクミ, Kibukawa Takumi)
Seiyū: Wataru Hatano
Rion Nanami (七海 リオン, Nanami Rion)
Seiyū: Yui Horie
Iori Kitagawa (北川 イオリ, Kitagawa Iori)
Seiyū: Kiyono Yasuno
Juuto Bansho (番匠 ジュート, Bansho Juuto)
Seiyū: Hiroyuki Takanaka
Eri Watari (亘理 エリ, Watari Eri)
Seiyū: Asami Sanada
Lily Yamamoto (山元 リリイ, Yamamoto Ririi)
Seiyū: Haruka Kimura
Youhei Onai (女井 ヨウヘイ, Onai Youhei)
Seiyū: Ryota Asari
Seiya Uesugi (上杉 セイヤ, Uesugi Seiya)
Seiyū: Shigeyuki Susaki
Toru Miyamachi (宮町 トオル, Miyamachi Tooru)
Seiyū: Takuya Masumoto
Midori Akashi (赤石 ミドリ, Akashi Midori)
Seiyū: Chika Anzai

### Dorssia Military Pact Federation
A-drei (アードライ, Ādorai)
Seiyū: Jun Fukuyama
H-neun (ハーノイン, Hānoin)
Seiyū: Mamoru Miyano
X-eins (イクスアイン, Ikusuain)
Seiyū: Yoshimasa Hosoya
Q-vier (クーフィア, Kūfia)
Seiyū: Yūki Kaji
Cain (カイン, Kain)
Seiyū: Daisuke Ono
Kriemhild (クリムヒルト, Kurimuhiruto)
Seiyū: Nana Mizuki
Liselotte (リーゼロッテ, Rizerotte)
Seiyū: Aki Toyosaki
Manninger (マニンガー, Maningā)
Seiyū: Kunpei Sakamoto

### Atlantic Ring United States
Figaro (フィガロ, Figaro)
Seiyū: Koji Yusa

### JIOR
Ryuuji Sashinami (指南 リュージ, Sashinami Ryuuji)
Seiyū: Takaya Kuroda

## Terminologie

### Les Valvraves
Valvrave est l'accronyme de "VAmpire Link Vessel Rune Activate Vital Engine".

## Anime
La production de la série télévisée d'animation a été annoncée en décembre 2012. Elle est produite par le studio Sunrise. Elle a été diffusée initialement du 12 avril au 28 juin 2013 sur la chaîne MBS dans la case horaire "Animeism" à 25h35 (soit le lendemain à 1h35). La production d'une seconde saison a été annoncée peu après la diffusion du premier épisode de la première saison. Elle a été diffusée entre le 10 octobre et le 26 décembre 2013.
Les deux saisons sont diffusées en streaming légal en version originale sous-titrée en français par Wakanim, et par Crunchyroll dans de nombreux pays,.

### Liste des épisodes
| No | Titre français                    | Titre japonais         | Titre japonais                   | Date de 1re diffusion |
| No | Titre français                    | Kanji                  | Rōmaji                           | Date de 1re diffusion |
| -- | --------------------------------- | ---------------------- | -------------------------------- | --------------------- |
| 1  | Des lycéens révolutionnaires      | 革命の転校生           | Kakumei no Tenkōsei              | 12 avril 2013         |
| 2  | Au-delà de 666                    | 666を超えて            | 666 o Koete                      | 19 avril 2013         |
| 3  | La prédiction de L-elf            | エルエルフの予言       | Eruerufu no Yogen                | 26 avril 2013         |
| 4  | Valvrave prisonnier               | 人質はヴァルヴレイヴ   | Hitojichi wa Varuvureivu         | 3 mai 2013            |
| 5  | Le lycée Sakimori chante          | 歌う咲森学園           | Utau Sakimori Gakuen             | 10 mai 2013           |
| 6  | Le retour de Saki                 | サキカムバック         | Saki Kamubakku                   | 17 mai 2013           |
| 7  | Haruto sous les décombres         | 瓦礫の下のハルト       | Garekinoshita no Haruto          | 24 mai 2013           |
| 8  | La princesse de lumière           | 光の王女               | Hikari no Oujo                   | 31 mai 2013           |
| 9  | Chien et tonnerre                 | 犬と雷                 | Inu to Kaminari                  | 7 juin 2013           |
| 10 | Le programme électoral de l'amour | 恋の選挙公約           | Koi no Senkyo Kōyaku             | 14 juin 2013          |
| 11 | Le tribunal militaire             | 軍事法廷第54号         | Gunji Hōtei dai 54-gō            | 21 juin 2013          |
| 12 | La montée de l'hérétique          | 起動する異端者         | Kidō Suru Itansha                | 28 juin 2013          |
| 13 | La malédiction                    | 呪いの絆               | Noroi no Kizuna                  | 10 octobre 2013       |
| 14 | Frère et sœur, dans l'atmosphère  | 大気圏の兄妹           | Taikiken no Kyōdai               | 17 octobre 2013       |
| 15 | Retour à Carlstein                | カルルスタインへの帰還 | Karurusutain e no Kikan          | 24 octobre 2013       |
| 16 | La libération de Marie            | マリエ解放             | Marie Kaihou                     | 31 octobre 2013       |
| 17 | Les abysses des runes             | 情報原子(RUNE)の深淵   | Jōhō Genshi (Rune) no Shin'en    | 7 novembre 2013       |
| 18 | Le souhait d'un père              | 父の願い               | Chichi no Negai                  | 14 novembre 2013      |
| 19 | Triste comme la neige qui tombe   | 悲しみは降る雪のごとく | Kanashimi wa Furu Yuki no Gotoku | 21 novembre 2013      |
| 20 | Les dieux exposés                 | 曝かれたカミツキ       | Abakareta Kamitsuki              | 28 novembre 2013      |
| 21 | Le coût des mensonges             | 嘘の代償               | Uso no Daishō                    | 5 décembre 2013       |
| 22 | Impulsion de la Lune              | 月面の拳(こぶし)       | Getsumen no Kobushi              | 12 décembre 2013      |
| 23 | Plan de sauvetage du module 77    | モジュール77奪還作戦   | Mojūru 77 Dakkan Sakusen         | 19 décembre 2013      |
| 24 | Révolution vers le futur          | 未来への革命           | Mirai e no Kakumei               | 26 décembre 2013      |

### DVD / Blu-ray
Saison 1
| Édition japonaise | Édition japonaise | Édition japonaise |
| Coffret           | Date de sortie    | Épisodes          |
| ----------------- | ----------------- | ----------------- |
| 1                 | 26 juin 2013      | 1-2               |
| 2                 | 24 juillet 2013   | 3-4               |
| 3                 | 21 août 2013      | 5-6               |
| 4                 | 25 septembre 2013 | 7-8               |
| 5                 | 23 octobre 2013   | 9-10              |
| 6                 | 27 novembre 2013  | 11-12             |

Saison 2
| Édition japonaise | Édition japonaise | Édition japonaise |
| Coffret           | Date de sortie    | Épisodes          |
| ----------------- | ----------------- | ----------------- |
| 1                 | 25 décembre 2013  | 13-14             |
| 2                 | 22 janvier 2014   | 15-16             |
| 3                 | 26 février 2014   | 17-18             |
| 4                 | 26 mars 2014      | 19-20             |
| 5                 | 23 avril 2014     | 21-22             |
| 6                 | 28 mai 2014       | 23-24             |

## Manga
Un one shot manga dessiné par Karega Tsuchiya a été prépublié entre le 4 juin et le 19 décembre 2013 dans le magazine Jump SQ.19,. Une série dérivée dessinée par Ichiya Sazanami et nommée Valvrave the Liberator: Uragiri no Rakuin (革命機ヴァルヴレイヴ　裏切りの烙印) est publiée dans le magazine shōjo Sylph depuis le 22 juin 2013 (numéro d'août 2013). Une autre série dérivée dessinée par Yutaka Ōhori et nommée Kakumeiki valvrave ryûsei no valkyrie (革命機ヴァルヴレイヴ 流星の乙女) est publiée dans le magazine Monthly Comic Dengeki Daioh depuis août 2013.

### Valvrave the Liberator: Uragiri no Rakuin
| no | Japonais        | Japonais          |
| no | Date de sortie  | ISBN              |
| -- | --------------- | ----------------- |
| 1  | 22 octobre 2013 | 978-4-04-866039-6 |

### Kakumeiki valvrave ryûsei no valkyrie
| no | Japonais        | Japonais          |
| no | Date de sortie  | ISBN              |
| -- | --------------- | ----------------- |
| 1  | 26 octobre 2013 | 978-4-04-866017-4 |

## Light novel
Une adaptation en light novel écrite par Yomoji Otono et illustrée par Yūgena a débuté en juillet 2013 dans le magazine Dengeki Hobby Magazine publié par ASCII Media Works.